# Coaching
Coaching ist ein Sammelbegriff für unterschiedliche Beratungsmethoden, die drei Grundtypen sind Einzel-, Team- und Projektcoaching. Ebenso wie in der psychosozialen Beratung wird dabei die Entwicklung eigener Lösungen begleitet und gefördert. Methodisch bezeichnet das Wort strukturierte Gespräche zwischen einem Coach und einem Coachee (Klienten) z. B. zu Fragen des beruflichen Alltags (Führung, Kommunikation, Organisation und Zusammenarbeit). Die Ziele dieser Gespräche reichen von der Einschätzung und Entwicklung persönlicher Kompetenzen und Perspektiven über Anregungen zur Selbstreflexion bis hin zur Überwindung von Konflikten mit Mitarbeitern, Kollegen oder Vorgesetzten. Dabei fungiert der Coach als neutraler, kritischer Gesprächspartner und verwendet je nach Ziel Methoden aus dem gesamten Spektrum der Personal- und Führungskräfteentwicklung. In der Schweiz wird der Begriff Coaching auch im Bereich Fitness verwendet. Ein Trainer im Sport wird ebenfalls Coach genannt; es handelt sich dabei oft um einen Personal Trainer.

## Ursprung des Begriffs
Das Wort „Coach“ bedeutet ursprünglich „Kutsche“ und ist in der englischen Sprache seit 1556 nachgewiesen. Seit 1848 wurde eine umgangssprachliche Verwendung des Begriffs für private Tutoren für Studenten beobachtet, im sportlichen Bereich wird das Wort seit 1885 in England und den USA gebraucht. Coaching wird zurzeit im Englischen wie folgt definiert:

„Coaching refers to guidance and feedback about specific knowledge, skills, and abilities involved in a task. (Coaching bezieht sich auf die Anleitung und die Rückmeldung zu spezifischem Wissen, Fertigkeiten und Fähigkeiten für eine bestimmte Aufgabe.)“

## Abgrenzung zur Psychotherapie
Die Psychotherapie hat sich nach Ansicht einiger Autoren erst zum Ende des 20. Jahrhunderts zu einer wissenschaftlich begründeten Heilbehandlung entwickelt. Einige Erkenntnisse und Methoden konnten sowohl in der Psychotherapie als auch beim Coaching eine Wirkung im Sinne eines Erfolges nachweisen. Zu diesen so genannten Wirkfaktoren gehören:
Ressourcenaktivierung
der Therapeut oder Berater verdeutlicht dem Klienten seine positiven Möglichkeiten, Eigenheiten, Fähigkeiten und Motivationen, damit sich dieser seiner Stärken bewusst wird.
Problemaktualisierung
die Gesprächsführung wird so gestaltet, dass der Klient z. B. problematische oder belastende Erfahrungen und Emotionen in der Sitzung erneut erlebt. Diese fasst der Coach (oder Therapeut) in Worte und macht sie damit „greifbar“ und lösbar.
Unterstützung bei der aktiven Problembewältigung
hier macht der Klient zunächst im Gespräch die Erfahrung, dass er anstehende Herausforderungen oder Probleme aus eigener Kraft bewältigen kann, die ihm bisher als nicht lösbar erschienen sind. Anschließend kann und soll er Problemlösungen mit steigendem Schwierigkeitsgrad eigenständig in der Praxis ausprobieren.
Motivationale Klärung
dabei hilft der Therapeut oder Berater dem Klienten, seine bewussten oder unbewussten Motive, Ziele und Werte klarer zu sehen. Dies fördert das Verständnis dafür, warum der Patient sich so verhält und so empfindet und nicht anders.
Die Abgrenzung zwischen Psychotherapie und Coaching beschreiben Maja Storch und Frank Krause mit den Worten: „Diejenigen Fachpersonen, die ZRM (Zürcher Ressourcen Modell, d. V.) im Beratungssetting oder im Coaching anwenden möchten, bitten wir, diese Begriffe mental zu ersetzen. Statt ‚Psychotherapie‘ kann man ‚Beratung‘, ‚Training‘ oder ‚Coaching‘ denken, statt ‚Patient‘ empfiehlt sich ‚Klient‘.“
Dagegen unterscheidet Rolf Winiarski zwischen Beratungs- und Therapieklientel. Im Falle der Beratung sind Leidensdruck, Motivation für längerfristige Veränderungen und das Problembewusstsein der Klienten deutlich geringer. Für die Psychotherapie ist hingegen eine gezielte Veränderungsarbeit an emotionalen Problemreaktionen mit 10 bis 60 Stunden, also eine langfristige therapeutische Beziehung charakteristisch.
Sowohl in der Psychotherapie als auch beim Coaching ist für den Erfolg das persönliche Verhältnis zwischen Berater und Klient besonders wichtig. Es sollte den Prinzipien des Vertrauens, der Wertschätzung, Authentizität, Empathie, Fürsorge, und des Interesses getragen sein. Außerdem sind im richtigen Moment ausgesprochene Komplimente sehr wichtig. All dies hat zur Folge, dass Patienten ihren Berater oder Therapeuten als Menschen und damit auch die Therapie meist als sehr positiv einschätzen. In der Regel kommen sie in die Beratung, wenn der Höhepunkt ihrer Probleme bereits erreicht ist. Ferner glauben sie, das Coaching durch einen Experten habe zur Besserung beigetragen, weil es sehr teuer war, was als Placeboeffekt bezeichnet werden kann. Aus diesen Gründen wird bezweifelt, ob ein Coaching überhaupt eine Wirkung hat, die über diejenige eines intensiven Gesprächs mit guten Freunden oder Personen des Vertrauens mit gesundem Menschenverstand hinausgehe.
Die Wirkfaktoren sind in der Psychotherapie, im Coaching und bei anderen Beratungs- und Trainingsmethoden ähnlich, doch es bestehen auch erhebliche Unterschiede. Entscheidend ist die Frage, ob ein Coach mit diesen Wirkfaktoren umgehen kann. Eine professionelle Diagnose im Hinblick auf pathologisches Verhalten ist selbst für Fachleute (Psychologische Therapeuten oder Psychiater) schwierig. Falsche Diagnosen oder Fehleinschätzungen können erhebliche menschliche und finanzielle Schäden anrichten. Aus diesem Grund wird empfohlen, zunächst einen Arzt zu konsultieren. Im Falle des Business- oder Executive-Coaching steht die Entwicklung von Managementkompetenzen mit den entsprechenden Besonderheiten im Vordergrund (siehe Abschnitt „Coaching im Management“).

## Grundsätzliches zur Wirksamkeit des Coaching
Künzli untersuchte 22 empirische Studien und fand Wirkungen wie zum Beispiel emotionale Entlastung, Stressabbau, Perspektivenwechsel und erhöhte Selbstreflexionsfähigkeit.
Als Schlüsselgrößen für positive Ergebnisse gelten das Vertrauensverhältnis zwischen Coach und Klient und das Engagement des Klienten. Nach Greif existieren bislang nur zwei Untersuchungen, die objektivierbare Leistungs- und Verhaltensverbesserungen nachweisen können. Zudem gibt es kaum Theorien zur Beschreibung und Erklärung des Coaching-Prozesses und seiner Wirkungen.
Es besteht die Gefahr der Scharlatanerie auf diesem Gebiet, weil bezüglich Ausbildungsstandards und Qualitätskriterien kein Konsens besteht und eine staatlich anerkannte Ausbildung zum Coach fehlt. Die Nachfrage nach Zertifizierungen als Qualitätsnachweis, um sich auf dem Markt von Mitbewerbern zu unterscheiden, führte zu Initiativen und Angeboten von über 20 Coaching-Verbänden in Deutschland. Damit wurde allerdings das Problem der Selbst-Zertifizierung nicht gelöst (siehe dazu den Abschnitt Kritik). In Ländern wie Frankreich oder Großbritannien gibt es nur einen oder zwei solcher Verbände. Die Situation ist in den USA nicht grundsätzlich anders.

## Professionalisierung
Um Qualitätssicherung und Professionalisierung bemühen sich Berufs- und Fachverbände wie der Deutsche Verband für Coaching und Training (gegründet 2003), der Deutsche Coaching Verband e. V. (gegründet 2005), der Deutsche Bundesverband Coaching e. V. (gegründet 2004) oder die Deutsche Gesellschaft für Coaching e. V. (gegründet 2002) in Deutschland und auf internationaler Ebene die International Coach Federation (gegründet 1995) und die Worldwide Association of Business Coaches (gegründet 1997).

## Coaching in verschiedenen Bereichen

### Coaching im medizinischen Bereich (Medical Coaching)
Ein Beispiel aus dem medizinischen Bereich betrifft Patienten mit koronarer Herzerkrankung. Ziel der randomisierten kontrollierten Studie mit 245 Patienten war es, herauszufinden, ob das Coaching von Patienten geeignet ist, ein bestimmtes Cholesterin-Niveau zu erreichen. Ergebnis: Das Coaching hat dazu beigetragen, die Lücke zwischen der empfohlenen und der tatsächlichen Therapie (‚treatment gap‘) zu schließen. Dazu die Autoren: “The effectiveness of the coaching intervention is best explained by both adherence to drug therapy and to dietary advice given.” Mit dem Coaching wurden die Patienten trainiert, mehr Eigenverantwortung für die Umsetzung der Therapieziele zu übernehmen. Der Coach war ein Experte für die Behandlung von Patienten mit koronarer Herzerkrankung. Das Coaching erfolgte telefonisch. Dabei wurde von den Patienten erwartet, dass sie ihre Cholesterinwerte kennen und regelmäßig einen Soll-Ist-Vergleich durchführen. Ferner wurde überprüft, ob sie die Einflussfaktoren auf ihre Cholesterinwerte kennen und wissen, wann sie ihren Arzt konsultieren sollen.
Aus diesem Fall leiten die Autoren einen Coaching-Zyklus ab. Dieser besteht aus fünf Schritten.
1. Fragen stellen und dabei prüfen, ob der Patient das nötige Wissen, die Einstellung und Motivation hat.
2. Erklärung der Zusammenhänge (Ursachen und Wirkungen), die zur Problemlösung notwendig sind.
3. Stärkung des Selbstvertrauens des Patienten zur besseren Kommunikation mit dem Arzt.
4. Klare Zielsetzung (Zielvereinbarung).
5. Neubewertung der Ziele und Maßnahmen bei der nächsten Sitzung.
6. Erneut Fragen stellen (zurück zu Schritt 1).

Mit diesem Coaching-Ansatz wird die Willenskraft der Klienten trainiert. Ähnliche Beispiele gibt es aus der Schmerztherapie und aus zahlreichen anderen Indikationen. Entscheidend für den Behandlungserfolg ist also nicht nur die problemspezifische Vorgehensweise (Coaching-Zyklus), sondern vor allem das Fachwissen über die Therapie von Erkrankungen und wie man die Willenskraft von Patienten steigern kann.

### Coaching im Management
Im Management kann man im Wesentlichen vier Varianten unterscheiden:
- Coaching zur unmittelbaren Leistungssteigerung von Mitarbeitern,
- Coaching als Führungsstil zur Reflexion des Führungsverhaltens,
- Executive Coaching zur Verbesserung der Managementkompetenzen,
- Leadership Coaching zur Führungskräfteentwicklung.

Während das Executive Coaching (oder Management Coaching) auf die Verbesserung der Managementkompetenzen zielt, ist das zentrale Anliegen des Leadership Coaching die Entwicklung von Potenzialträgern (Führungskräfteentwicklung).

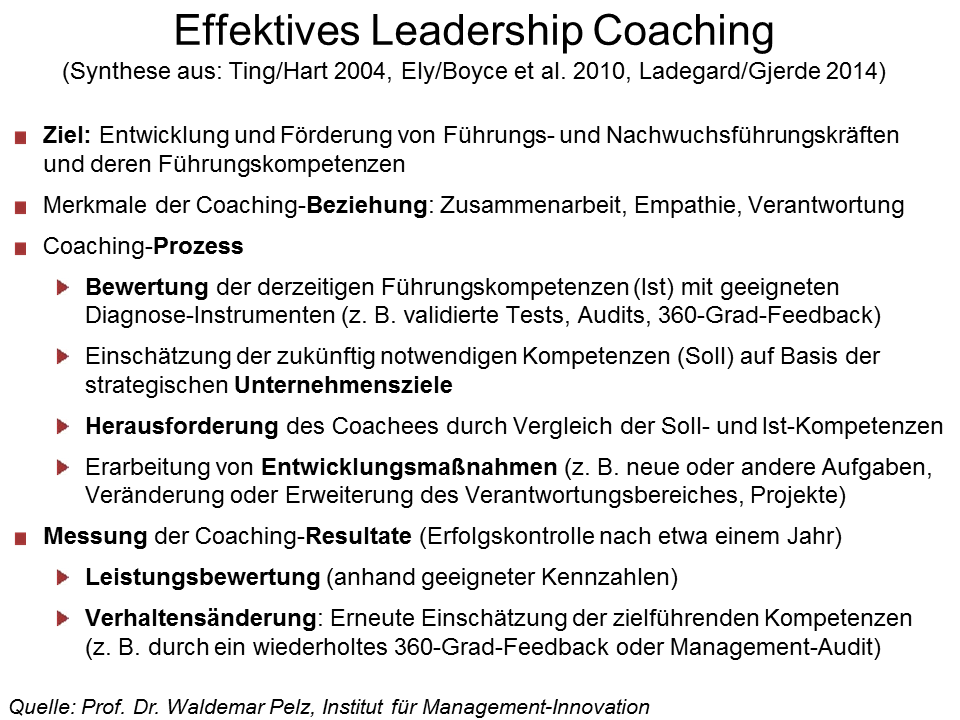
Best Practice in Leadership Development

Eine Auswertung von 49 Studien zum Leadership-Coaching durch Katherine Ely, Lisa Boyce und Co-Autoren sowie eine explorative Studie zur Effektivität verschiedener Leadership Coaching-Programme durch Gro Ladegard und Susann Gjerde hat ergeben, dass das zentrale Anliegen effektiver Coaching-Maßnahmen eine messbare Veränderung des Verhaltens der Coachees darstellt. Diese Verhaltensänderung kann durch traditionelle Schulungen, Seminare oder Outdoor-Trainings – so die Ergebnisse dieser Studien – nicht erreicht werden. Dabei muss der Coaching-Prozess folgende Schritte umfassen: (1) Eine möglichst objektive Beurteilung der Ist-Kompetenzen mithilfe validierter Testverfahren und der Nutzung mehrerer Informationsquellen wie es zum Beispiel beim 360-Grad-Feedback der Fall ist. (2) Kritische Herausforderung des Coachees im Hinblick darauf, inwiefern seine derzeitigen Fähigkeiten von den Kompetenzen abweichen, die für seine persönlichen und beruflichen Ziele und für die Umsetzung der strategischen Unternehmensziele notwendig sind. (3) Gemeinsame Erarbeitung von Maßnahmen zur Entwicklung der zukunftsrelevanten Kompetenzen, wobei der Schwerpunkt auf Action Learning (Handlungsorientiertes Lernen) liegt, weil rund 70 Prozent des Lernens (von Kompetenzen) durch Praktizieren (neue Aufgaben und Verantwortungsbereiche, Projekte etc.) erfolgt, zu 20 Prozent durch Vorbilder (Vorgesetzte, Freunde, Kollegen etc.) und nur zu 10 Prozent durch Seminare, Zeitschriften, Bücher etc. Schließlich (4) kommt es darauf an, die Resultate (den Erfolg) einer Coaching-Maßnahme zu bewerten um daraus Verbesserungsmöglichkeiten abzuleiten. Diese Messung der Resultate umfasst zum einen der Leistungen (z. B. Produktivität und Rentabilität) und die Verhaltensänderung von Kompetenzen, die durch konkrete Verhaltensbeschreibungen operationalisiert und somit messbar gemacht wurden. Die Erfolgskontrolle sollte nach einem bis zwei Jahren stattfinden. Die nebenstehende Grafik soll diese Aspekte zusammenfassend veranschaulichen.
Ein Coaching zur Leistungssteigerung wird eingesetzt, wenn ein Mitarbeiter keine akzeptable Leistung (aus oft unbekannten Gründen) erbringt. Dabei handelt es sich um einen Prozess, der mit der Analyse der Leistungsfähigkeit des Individuums beginnt und darauf zielt, Mittel und Wege zur Verbesserung zu finden. In der Praxis erfolgt dies häufig in einem Gespräch zwischen dem Vorgesetzten, dem Betroffenen und einem (internen) Experten aus der Personalentwicklung. Ein Lösungsansatz ist der Vergleich von Persönlichkeits- und Kompetenzprofil mit entsprechenden individuellen Trainings- und Entwicklungsmaßnahmen.
Häufig wird gefordert, Führungskräfte sollten einen Führungsstil als Coach praktizieren. Dabei handelt es sich allerdings lediglich um ein neues Wort (Modewort) für das traditionelle Konzept der beziehungs- oder personenorientierten Führung. Nach diesem Konzept zeigt der Vorgesetzte weniger dirigierendes und mehr unterstützendes Verhalten. Er berät seinen Mitarbeiter bei Problemen, Krisen oder besonderen Herausforderungen. Zugleich fördert er gezielt bestimmte Fähigkeiten. Im Hinblick auf die Effektivität des personenbezogenen Führungsstils gibt es keine überzeugenden Belege, wonach dieser zu besseren Ergebnissen (zum Beispiel zu mehr Produktivität) führt.
Beim Executive Coaching agiert der Coach als persönlicher Berater des Vorgesetzten. In der Regel sind Führungspositionen mit zahlreichen Spannungen und Konflikten verbunden. Außerdem fehlt es Managern häufig an Gelegenheiten, sowohl über ihre Führungsprobleme als auch über ihre geschäftlichen Herausforderungen mit Personen ihres Vertrauens zu sprechen. Ein entsprechend qualifizierter Coach kann dazu beitragen, Probleme aufzuarbeiten, neue Perspektiven zu eröffnen und neue Kompetenzen zu entfalten.
Hinzu kommt ein weiterer Aspekt: Je höher ein Manager in der Hierarchie aufsteigt, desto weniger aufrichtiges Feedback bekommt er, obwohl Feedback gerade in Top-Positionen besonders wichtig ist. Gary Yukl bemerkt dazu: „Having a coach provides the unusual opportunity to discuss issues and try out ideas with someone who can understand them and provide helpful, objective feedback and suggestions, while maintaining strict confidentiality“. Zwischen Manager und Coach ist eine so genannte Consulting-Beziehung sehr hilfreich, die in der Regel eine strukturierte Gesprächsführung erfordert (siehe Abschnitt Coaching-Gespräch).
Ein Coaching zur Entwicklung von Kompetenzen, insbesondere von Führungskompetenzen verfolgt das primäre Ziel, die Effektivität der Führung (Führungskultur) zu steigern und somit die Leistungsfähigkeit und Motivation der Mitarbeiter zu erhöhen. Ein Beispiel für die Messung des Erfolges von Coaching-Maßnahmen ist die Berechnung einer Coaching-Rendite (ROI) durch Dianna and Merryl Anderson. Die Autoren haben eine Kosten-Nutzen-Rechnung durchgeführt und einen ROI von 51 Prozent ermittelt (ohne Berücksichtigung des immateriellen Nutzens wie zum Beispiel größere Kundenzufriedenheit, geringere Fehlerquote etc.).
Entscheidend für die Effektivität der Entwicklung von Kompetenzen (den Lernerfolg) ist nicht die Lernform (Coaching, Training, Beratung, Therapie etc.), sondern die Validität und Reliabilität der verwendeten Konzepte und Methoden. Werden beispielsweise nicht valide Kompetenz- oder Führungsmodelle zugrunde gelegt, ist die Wirksamkeit eines Coaching fraglich, weil es nicht möglich ist, aus nicht validen oder nicht reliablen Diagnoseinstrumenten und Modellen praxisrelevante Empfehlungen abzuleiten. Ein Beispiel für ein validiertes Konzept ist das Modell der Transformationalen Führung, das in zahlreichen empirischen Studien nachgewiesen hat, dass die Empfehlungen daraus den Unternehmenserfolg und die intrinsische Motivation der Mitarbeiter tatsächlich erhöhen können. Als Beispiel für die Steigerung der Effektivität einer Coaching- oder Trainingsmaßnahme gilt das 360°-Feedback, das vor und nach einer Coaching-Maßnahme zur Einschätzung der Wirksamkeit durchgeführt werden kann.
Von einem Coach im Management wird in der Regel erwartet, dass er als Gesprächspartner „auf Augenhöhe“ ernst genommen wird. Das setzt voraus, dass er über fundierte Praxiserfahrungen sowohl mit „weichen“ als auch mit „harten“ Managementkompetenzen verfügt und den Umgang mit validen Diagnose- und Entwicklungsinstrumenten beherrscht. Ein Coach ist kein Lehrer, Ratgeber, Prediger, Problemlöser, Tröster oder Beichtvater, sondern ein Partner bei der Bewältigung unternehmerischer Herausforderungen und Probleme. Dabei ist nach wie vor nicht die Lernform (Coaching, Training etc.) entscheidend, sondern der Inhalt.

### Coaching im Leistungssport
Im Leistungssport soll beim Wettkampf eine hohe Leistung erreicht werden. Hierzu wird ein Training geplant, das von einem Trainer überwacht wird. Dieser Trainer wird (wie im amerikanischen Englisch) oft als Coach bezeichnet. Daneben werden zur psychologischen Unterstützung von Hochleistungssportlern verschiedene Coachingmethoden angeboten. In einer qualitativen Untersuchung im Handball konnte festgestellt werden, dass die Trainer
- spezifische Anweisungen geben,
- Spieler motivieren,
- Emotionen steuern,
- Spielerkommunikation einfordern.[48]

#### Tennis
Lange Zeit war das Coaching, in Form einer Beratung eines Spielers in Einzelwettbewerben während eines Tennismatches, untersagt. Hilfsweise bedienten sich anwesende Trainer einer Zeichensprache, um dem Spieler Hinweise bei bestimmten Spielständen zu übermitteln, obwohl auch dies unzulässig war und zu Ermahnungen durch den Schiedsrichter geführt hat. Ab Mitte 2022 hat die Association of Tennis Professionals (ATP) die Regeln geändert und das Coaching unter bestimmten Auflagen erlaubt.

### Philosophische Praxis (Philosophisches Coaching)
Als Philosophische Praxen bezeichnet man eine Form der Lebensberatung, die in Deutschland etwa seit den 1980er Jahren zu beobachten ist. Der Prozess der Ausdifferenzierung und das Finden eines gemeinsamen Selbstverständnisses sind noch nicht abgeschlossen, was eine Definition schwierig und vorläufig macht. Klassisch ist die Definition von Odo Marquard im Historischen Wörterbuch der Philosophie: „Den Begriff PP hat Gerd B. Achenbach 1981 … geprägt: unter PP versteht er die professionell betriebene philosophische Lebensberatung, die in der Praxis eines Philosophen geschieht. … Sie verordnet keine Philosopheme, verabreicht keine philosophische Einsicht, sondern sie setzt das Denken in Bewegung: philosophiert.“

## Das Coaching-Gespräch

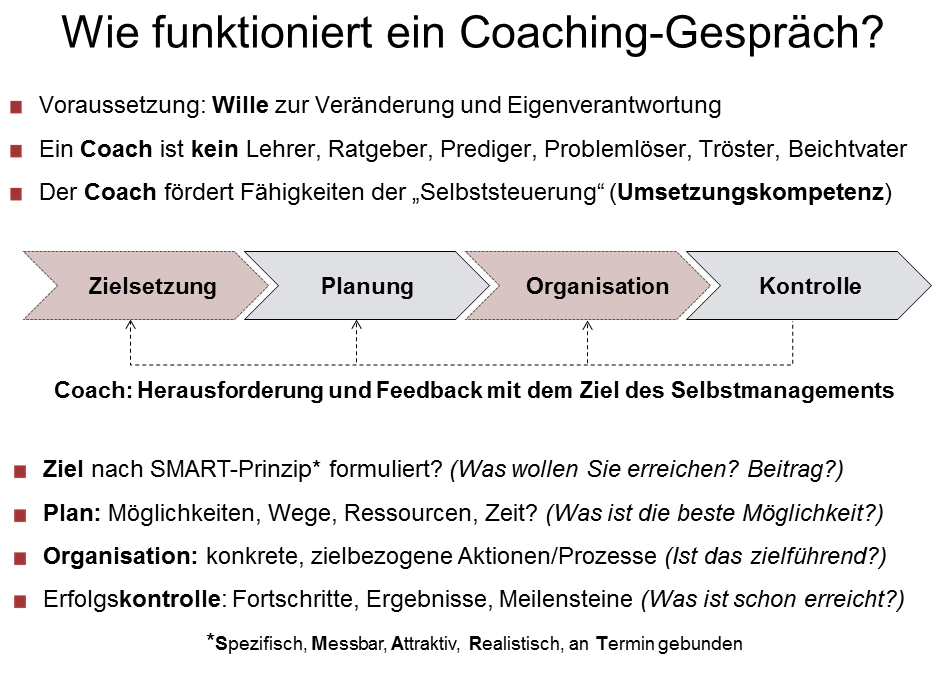
Funktionsweise eines Coaching-Gesprächs

Coaching-Gespräche können sehr unterschiedlich gestaltet sein. Dennoch lassen sich sowohl in der Psychotherapie als auch im Management einige gemeinsame Merkmale und Ziele identifizieren. Das Hauptanliegen besteht darin, den „Klienten“ durch Feedback, Training und Beratung in die Lage zu versetzen, sich selbst zu organisieren (Prinzip der Selbststeuerung). Das umfasst die Schritte der autonomen Zielsetzung, der selbstständigen Planung und Organisation bis hin zur Selbstkontrolle (Ergebnis- und Fortschrittskontrolle) im Hinblick auf die Umsetzung der selbst gesetzten Ziele (Umsetzungskompetenz). Die nebenstehende Grafik zeigt ein zusammenfassendes Beispiel dafür, wie ein solches Coaching-Gespräch ablaufen kann. Es beruht auf dem Konzept der Selbstregulierung, das unter anderem Frederick Kanfer zur Selbstmanagement-Therapie weiterentwickelt hat.

## Kritik

### Fehlende objektive Nachweise der Wirksamkeit von Coaching
Die meisten bisherigen Studien zur Wirksamkeit von Coaching-Maßnahmen beruhen auf Befragungen der Beteiligten. Wegen der persönlichen Beziehung sind belastbare (valide) Aussagen über die Effektivität von Coaching-Maßnahmen problematisch. Nur aus validen und reliablen Erkenntnissen lassen sich nützliche Empfehlungen für die Praxis ableiten. Zu dieser Problematik zwei Beispiele von David Myers. In einer Befragung von 2.900 Klienten in den USA, die sich einer psychologischen Therapie unterzogen haben, gaben rund 90 Prozent der Befragten an, sie seien mit dieser Maßnahme zufrieden oder einigermaßen zufrieden („fairly well satisfied“). Soweit die subjektive Sicht. Wegen des oben beschriebenen Placeboeffektes und der Wirkung der persönlichen Beziehung (siehe Abschnitt „Abgrenzung zur Psychotherapie“) wurde eine zweite Studie mit 500 männlichen Kindern und Jugendlichen im Alter von 5 bis 13 Jahren durchgeführt. Alle Probanden galten als kriminalitätsgefährdet. Die Gruppe wurde nach dem Zufallsprinzip in zwei Hälften geteilt. Die eine bekam fünf Jahre lang ein psychologisches Behandlungsprogramm, und die andere Hälfte keines. Nach 30 Jahren hat man 485 dieser Personen identifiziert und erneut untersucht. Das Ergebnis: In der (psychologisch behandelten) Interventionsgruppe hatten 66 Prozent keine Vorstrafen. In der (psychologisch nicht behandelten) Kontrollgruppe waren es allerdings 70 Prozent. Die nicht behandelte Gruppe hatte auch generell weniger Probleme wie Alkohol- und Drogenabhängigkeit, und sie war zufriedener in ihrer Arbeit. Die Tatsache, dass sich sowohl in der Interventions- als auch in der Kontrollgruppe nahezu die gleiche „Besserung“ einstellte, kann darauf zurückzuführen sein, dass nicht die Therapie, sondern einfach die Zeit der „Heiler“ war (und auch nicht die persönliche Beziehung).
Das Beispiel zeigt, dass eine subjektive Einschätzung einer Therapie oder einer Coaching-Maßnahme nicht ausreicht, wenn es darum geht, den tatsächlichen (objektiven) Nutzen zu beurteilen. Deshalb sollten Wirkungsstudien dem Grundsatz randomisierter kontrollierter Studien folgen, wie sie zum Beispiel Richard Kravitz und Co-Autoren für das Coaching von Krebspatienten, die unter starken Schmerzen litten, durchgeführt haben. Methodisch vergleichbare Studien zur Wirkung von Coaching waren bis 2012 in wissenschaftlichen Datenbanken nicht zu finden. Angesichts der unüberschaubaren Fülle von Beratungs-, Trainings-, Lehr-, Gesprächs- und Trainingsmethoden, die unter dem Begriff Coaching subsumiert werden, erscheint eine generelle, wissenschaftlich fundierte Aussage über die Wirksamkeit von Coaching kaum möglich und wenig sinnvoll. Die Wirksamkeit lässt sich aus wissenschaftlicher Sicht nur für einzelne validierte Methoden und Konzepte nachweisen. Beispiele sind in den Abschnitten „Coaching im medizinischen Bereich“ und „Coaching im Management“ dargestellt.

### Fehlende Operationalisierung
Der Begriff Coaching wird oft willkürlich und widersprüchlich verwendet. Beispielsweise behaupten einige Anbieter, Coaching sei eine lösungsorientierte Beratung, während andere die Beratung explizit ausschließen. Eine häufige Formulierung besagt, Coaching sei eine „Begleitung“ oder „Unterstützung“ des Klienten, bei der dieser eine Problemlösung selber finden soll. Dabei bleiben die Begriffe „Begleitung“ und „Unterstützung“ so vage, dass man nicht erkennen kann, welche konkreten Methoden sich dahinter verbergen. Besonders auffällig ist die verbreitete Verwendung blumiger Worthülsen wie „professionelles Beratungsformat“, „andauernde Partnerschaft auf Prozessebene“, „interaktiver, prozessorientierter Beratungs- und Begleitungsprozess“ oder Anglizismen wie Lifecoach. Was Coaches tatsächlich tun, zeigte eine wissenschaftliche Untersuchung von 2009. Dazu gehören: Erlernen neuer Kompetenzen, Stress-, Konflikt- und Zeitmanagement, Mentoring, Planung, Delegation, Motivation von Mitarbeitern, 360°-Feedback. Coaching ist in der Praxis ein schillerndes Modewort für traditionelle Lern-, Trainings und Beratungsaktivitäten. Der kleinste gemeinsame Nenner aller dieser Ansätze ist der Versuch einer Diagnose. Bei Vereinbarung von (Lern-)Zielen erstellt ein Coach (wie auch ein Berater, Trainer oder Therapeut) eine Analyse der aktuellen Situation des Klienten – ähnlich der Diagnostik in der psychologischen Beratung. Als Instrumente dienen unter anderem Anamnese, Interviews, Beobachtungen, Beurteilungen und Tests.
Das spricht nicht dafür, den Begriff Coaching zu vermeiden; vielmehr ist es wichtig zu beachten, dass potentielle Klienten und Personen, die in eine Coaching-Ausbildung investieren wollen, sich sorgfältig darüber informieren, worin sich diese Ausbildung inhaltlich, methodisch und qualitativ von anderen Ausbildungsgängen in den Bereichen Pädagogik, Psychologie, Management-, Personal- oder Organisationsentwicklung konkret unterscheidet. Hinweise zur Qualität einer Berufsausbildung gibt das Anspruchsniveau, das einen bestimmten finanziellen und zeitlichen Aufwand rechtfertigt (Preis-Leistungs-Verhältnis). Siehe dazu die Klassifikation der Berufe 2010 der Bundesagentur für Arbeit und die hier weiter unten stehende Abbildung zur Coaching-Definition.

### Keine wissenschaftlich fundierten Methoden
Analysiert man die Curricula der Verbände oder in Verbänden zusammengeschlossener Anbieter, reicht das Spektrum von „Aktives Zuhören“ über Neuro-Linguistisches Programmieren (NLP) bis hin zu psychotherapeutischen Behandlungsmethoden. Das Psychotherapeutengesetz in Deutschland verlangt, dass zur Ausübung des Berufs des psychologischen oder ärztlichen Psychotherapeuten eine Approbation als Psychotherapeut oder Arzt und die Fachkunde in einem oder mehreren wissenschaftlich anerkannten, psychotherapeutischen Verfahren erworben werden muss. Der Nachweis der Befähigung ist durch die Ärztekammern bzw. durch das Psychotherapeutengesetz geregelt. Dieser Hinweis erscheint besonders wichtig, weil viele Coaches und Verbände „Professionalität“ für sich in Anspruch nehmen und damit den Eindruck erwecken, ein „ausgebildeter“ Coach habe eine Qualifikation, die mit der eines Arztes, Rechtsanwalts oder eines Steuerberaters vergleichbar sei.
Eine häufige Methode im Coaching ist NLP, eine wissenschaftlich äußerst umstrittene Methode. Manche Wissenschaftler gehen sogar so weit, diese Methode als Pseudowissenschaft zu bezeichnen. Ferner sind es nach der empirischen Studie von Joyce Bono und Co-Autoren meistens Instrumente aus dem Assessment-Center wie zum Beispiel Interviews mit Klienten, ihren Vorgesetzten, Kollegen oder Familienmitgliedern, hinzu kommen Persönlichkeits-, Motivations- und Eignungstests, Vorgesetztenbeurteilungen, Rollenspiele, Leistungsbewertungen, Verhaltensanalysen und -trainings sowie zahlreiche andere Methoden zur Entwicklung sozialer Kompetenzen. Methodisch umfasst Coaching, wie es tatsächlich praktiziert wird, sowohl Beratung als auch Therapie und Training oder Supervision. Bei Beratung und Therapie dominiert das Gespräch unter vier Augen, während beim Training oder bei der Supervision mehrere Teilnehmer die Regel sind. In qualitativer oder professioneller Hinsicht umfasst Coaching ein Spektrum, das vom Dilettantismus (z. B. „Seelen-Coach“) bis hin zur psychotherapeutischen Heilbehandlung reicht (siehe nebenstehende Grafik und die dort angegebenen Quellen). Bislang ist es der Coaching-Industrie (und den Coaching-Verbänden) nicht gelungen, wissenschaftlich fundierte, reliable und valide Methoden in der Coaching-Ausbildung zu etablieren, die von staatlichen oder unabhängigen Stellen akkreditiert sind. Derartige Mindestanforderungen an die Qualität, wie sie in zahlreichen anderen Ausbildungsgängen und Berufen üblich sind, gibt es im Coaching nicht.

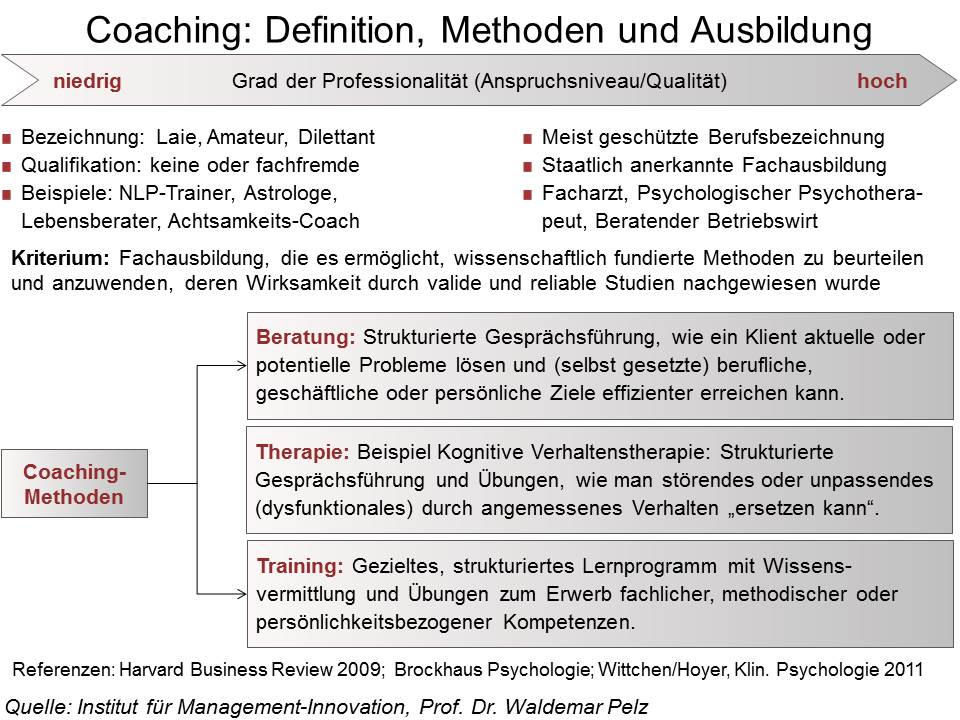
Coaching: Definition, Methoden und Ausbildung

### Zweifel an der Seriosität
Wegen der unüberschaubaren und verwirrenden Vielfalt an Umschreibungen des Begriffs Coaching haben Joyce Bono und Jennifer Wenson sowie eine Befragung durch die Harvard Business School in Zusammenarbeit mit der Harvard Medical School empirisch untersucht, was ein Coach in der Praxis tatsächlich macht. In der Harvard-Studie wurden 140 „führende“ Coaches befragt, und fünf Experten sollten dazu einen Kommentar abgeben. Einige Ergebnisse dazu: Ein Executive Coach verdient zwischen 200 und 3.500 Dollar pro Stunde. Diese Investition erscheint den Auftraggebern angemessen, wenn der Coach den entsprechenden Nutzen für die Organisation bringt.
Die drei wichtigsten Gründe, einen Coach zu engagieren sind: (1.) Entwicklung von Kompetenzen (leistungsstarker) Potentialträger (Fach- und Führungskräfte) zur Unterstützung des (immer schneller werdenden) Wandels in Unternehmen. 48 Prozent der Befragten gaben dies als erste Priorität an. Ein Coach soll (2.) außerdem als Resonanzboden („sounding board“) dazu beitragen, dass Potentialträger und Führungskräfte durch eine realistische Einschätzung ihrer Fähigkeiten und Leistungen ihre Effektivität steigern (26 Prozent). Schließlich (3.) soll ein Coach dazu beitragen, unangemessene oder störende Verhaltensweisen zu identifizieren und Lösungsvorschläge sowie geeignete Trainingsmaßnahmen zu erarbeiten (12 Prozent). In nur drei Prozent der Fälle waren persönliche Themen Ziel des Coachings (zum Beispiel Work-Life-Balance), wobei diese Bereiche in der Praxis nur schwer zu trennen sind.
Die Autoren kommen zu dem Ergebnis: „Coaching as a business tool continues to gain legitimacy, but the fundamentals of the industry are in flux. In this market, as in so many others today, the old saw applies: Buyer beware!“ Coaching sei eine teure und zeitaufwendige Maßnahme; außerdem verändere sich häufig der ursprünglich vereinbarte Schwerpunkt der Beratung auf Themen, die mit der ursprünglichen Aufgabe nicht viel zu tun haben. Unternehmen sollten daher regelmäßige Fortschritts- und Ergebnisberichte anfordern – auch wenn Resultate nicht direkt messbar sind. Auch eine häufig vorkommende Abhängigkeit vom Coach sollte verhindert werden, damit der Manager nicht vor jeder Entscheidung seinen Coach oder Therapeuten befragen muss.
Bei der Frage, auf welche Qualifikationen Unternehmen besonders achten, wenn sie einen Coach engagieren, wurden an erste Stelle die Erfahrungen in ähnlich gelagerten Fällen genannt. Dies war für 65 Prozent der Befragten das wichtigste Kriterium. An zweiter Stelle (61 Prozent) kommt eine klare Methodologie: „If a prospective coach can’t tell you exactly what methodology he uses – what he does and what outcomes you can expect – show him the door“. Und an dritter Stelle kommen Referenzen: 50 Prozent der Befragten hielten dies für das wichtigste Auswahlkriterium. Nur 29 Prozent der Befragten hielten eine Zertifizierung und 13 Prozent eine psychologische Ausbildung für notwendig. Aufgrund der verwirrenden Vielzahl von Zertifizierungen, der verbreiteten Praxis der „Selbst-Zertifizierung“ und der vielen Fälle von Scharlatanerie besteht ein Problem der Glaubwürdigkeit der Coaching-Industrie. Aus diesem Grund wird statt einer Zertifizierung eine Akkreditierung empfohlen, wie sie in anderen gesellschaftlichen Bereichen zur Qualitätssicherung beigetragen hat.
Im Jahr 2006 veröffentlichte der Politologe und Sachbuchautor Thomas Leif unter dem Titel beraten & verkauft eine fundamentale Kritik an der Unternehmungsberatung, die als Sonderform des Coachings zu den gängigen Beratungsformaten gehört. Im Bemühen, das Vorgehen der coachenden Unternehmensberater differenziert und anhand zahlreicher, teils interner Dokumente und Interviews aufzuzeigen, nahm er mit McKinsey und Berger unter anderem die beiden größten Vertreter der Consulting-Branche ins Visier und deckte in seinem Buch – das zur Hälfte aus Belegen besteht – auf, wie deren Beratung zahlreiche Firmen in die Insolvenz stürzte, Unsummen an Steuergeldern für die Beratung der Bundesregierung verschlang und durch den zeitgleichen Einsatz zweier konkurrierender Beraterfirmen (siehe Hartz-Kommission) Projekte in ein Desaster führte. Die Berater seien laut Leif „zu teuer, ineffizient und würden maßlos überschätzt. Keine andere Branche verstehe es derart perfekt, einen Nimbus um sich herum aufzubauen“, schrieb Dorothea Heintze im Mai 2010 in der Süddeutschen Zeitung.

### Deutschsprachige wissenschaftliche Literatur
- Bernhard Grimmer, Marius Neukorn: Coaching und Psychotherapie. Gemeinsamkeiten und Unterschiede – Abgrenzung oder Integration. Verlag für Sozialwissenschaften, Wiesbaden 2009, ISBN 978-3-531-16603-2
- F. H. Kanfer, H. Reinecker, D. Schmelzer: Selbstmanagement-Therapie: Ein Lehrbuch für die klinische Praxis. 4. Auflage. Springer Heidelberg 2005, ISBN 3-540-25276-2.
- Thomas Leif: beraten & verkauft. McKinsey & Co. – der große Bluff der Unternehmensberater. Goldmann, München 2008, ISBN 978-3-442-15485-2 (Erstausgabe: Bertelsmann, München  2006).
- Eric D. Lippmann: Coaching – Angewandte Psychologie für die Beratungspraxis. 2. Auflage. Springer, Heidelberg 2009, ISBN 978-3-540-88951-9.
- Harlich H. Stavemann: Sokratische Gesprächsführung in Therapie und Beratung. Beltz, PVU, Weinheim / Basel 2007, ISBN 978-3-621-27598-9.

### Englischsprachige wissenschaftliche Literatur
- Dianna and Merryl Anderson: Coaching That Counts: Harnessing the Power of Leadership Coaching to Deliver Strategic Value (Improving Human Performance). Elsevier, Burlington 2005.
- James Bartlett Advances in coaching practices: A humanistic approach to coach and client roles. In: Journal of Business Research. 60, 2007. doi:10.1016/j.jbusres.2006.09.011
- Vicki Batson u. a.: Implementing Transformational Leadership and Nurse Manager Support Through Coaching. In: Perioperative Nursing Clinics. 4, 2009. doi:10.1016/j.cpen.2008.10.004
- Diane Coutu, Carol Kauffman: What Can Coaches Do for You? In: Harvard Business Review. Januar 2009.
- Elaine Cox, Tatiana Bachkirova, David A. Clutterbuck: The Complete Handbook of Coaching. Routledge Chapman & Hall, 2007.
- Katherine Ely: Evaluating leadership coaching: A review and integrated framework. In: The Leadership Quarterly. 21, 2010. doi:10.1016/j.leaqua.2010.06.003
- Douglas Hall u. a.: What Really Happens in Executive Coaching. In: Organizational Dynamics. Vol. 27, Issue 3/1999. doi:10.1016/S0090-2616(99)90020-7
- Harvard Business School Press: Closing Gaps and Improving Performance: The Basics of Coaching. Boston (Massachusetts) 2008.
- Harvard Business School Press: Coaching People: Expert Solutions to Everyday Challenges. Boston 2007, ISBN 978-1-4221-0347-0.
- Michelle Krazmien, Florence Berger: The coaching paradox. In: Int. J. Hospitality Management. vol. 16, 1997. doi:10.1016/S0278-4319(96)00046-1
- Jack B. Nitschke, Kristen L. Mackiewicz: Prefrontal and Anterior Cingulate Contributions to Volition. In: International Review of Neurobiology. Volume 67, 2005. doi:10.1016/S0074-7742(05)67003-1
- Kelly Sumich: Sports Science for Coaching Children. Acer Press, 2013, ISBN 978-1-74286-062-6.
- Margarite Vale u. a.: Coaching patients with coronary heart disease to achieve the target cholesterol. In: Journal of Clinical Epidemiology. 55, 2002, S. 245–252. doi:10.1016/S0895-4356(01)00460-7
- Jennifer Wenson: After-coaching leadership skills and their impact on direct reports: recommendations for organizations. In: Human Resources Development International. Vol. 13, 2010. doi:10.1080/13678868.2010.520485

### Sonstige Quellen
- Klaus Werle: Die Untiefen der Coaching-Szene. In: Manager Magazin. 24. April 2007. (online)
- Karin Nachbar: Der Coaching Boom. auf: sekten-info-nrw.de (Beratungs- und Informationsstelle gefördert durch das Land NRW)